# Andrzej Poniedzielski
Andrzej Poniedzielski (ur. 4 lipca 1954 w Iwaniskach) – polski poeta, pieśniarz, konferansjer, autor tekstów piosenek, satyryk, humorysta, gitarzysta, twórca scenariuszy, reżyser, artysta kabaretowy i aktor. Członek Akademii Fonograficznej Związek Producentów Audio-Video (ZPAV). Mistrz Mowy Polskiej.

## Życiorys

### Wykształcenie
Po ukończeniu Technikum Elektronicznego w Kielcach (1974) rozpoczął studia na Politechnice Świętokrzyskiej na kierunku automatyka przemysłowa, które ukończył w 1980 z dyplomem magistra inżyniera automatyka.
Będąc uczniem technikum, założył szkolny kabaret, organizował występy artystyczne z okazji uroczystości szkolnych, również ze swoim udziałem, brał udział w działalności szkolnego radiowęzła. Studiując na Wydziale Elektrycznym Politechniki Świętokrzyskiej, występował w Klubie pod Krechą. Od 1977 roku uczestniczył w Giełdach Piosenki Turystycznej w Szklarskiej Porębie, będących w tamtych czasach spotkaniami wykonawców drugiego obiegu.

### Twórczość
Jest autorem łącznie ponad 400 wierszy i piosenek, w tym tekstów ponad 20 piosenek Elżbiety Adamiak. W 1984 roku opublikował tomik swoich wierszy pt. Chyba już można..., zawierający kilkadziesiąt tekstów, wierszy i piosenek z lat 1977–1982, m.in. Bawitko, Kardiogram, Koń, szabelka i butelka, Nos Kościuszki oraz Piosenkę o chyba jeszcze miłości. Pisał także teksty dla Edyty Geppert, Anny Marii Jopek, Seweryna Krajewskiego, Maryli Rodowicz, Lory Szafran, Anny Treter, Grzegorza Turnaua i Tadeusza Woźniaka. Pisał teksty do muzyki Elżbiety Adamiak, Seweryna Krajewskiego, Włodzimierza Nahornego, Janusza Strobla, Jerzego Satanowskiego.
W 1987 nakładem wytwórni Pronit wydał album muzyczny pt. Elżbieta Adamiak & Andrzej Poniedzielski - Live. 
W latach 90. zajmował się biznesem związanym z artykułami motoryzacyjnymi. W 1995 założył kabaret literacki Przechowalnia. W 1999 wspólnie z Arturem Andrusem zaczął prowadzić wieczory kabaretowe w „Przechowalni”, co stworzyło nową jakość improwizowanych błyskotliwych dialogów opartych na scenicznych osobowościach obu artystów; fragmenty występów wydano na czterech składankach CD.
W 1999 roku w serii Biblioteka bardów nakładem Wydawnictwa „Twój Styl” ukazały się wiersze i teksty Andrzeja Poniedzielskiego; tomik zilustrował jego syn Michał.
Współpracował z teatrem – do muzyki Tadeusza Woźniaka pisał piosenki do spektakli Kubuś Fatalista i jego Pan, Czterech muszkieterów w świecie komputerów (Teatr Polski w Bydgoszczy) czy Kopciuszek Brzechwy (Teatr Dramatyczny w Białymstoku i Teatr im. Horzycy w Toruniu). W 2002 roku stworzył dla  łódzkiego Teatru Powszechnego spektakl 12 godzin z życia kobiety z piosenkami Wojciecha Młynarskiego i Jerzego Derfla z płyty pod tym samym tytułem, a w 2005 roku w Teatrze Dramatycznym w Białymstoku Cztery pary roku – Casting. Wspólnie z Adamem Opatowiczem w Teatrze Polskim w Szczecinie stworzył spektakle: Piosennik (2004) i Stacyjka Zdrój (2007). W lutym 2007 roku napisał scenariusz i wraz z Adamem Opatowiczem wyreżyserował spektakl Album rodzinny oparty na piosenkach i tekstach Jana Kaczmarka.
W 2006 roku, wraz z Magdą Umer i Wojciechem Borkowskim, stworzył spektakl parateatralny Chlip-Hop – czyli nasza mglista laptop–lista, wydany również na płytach DVD i CD, a później także w formie internetowego bloga i książki. Nagranie spektaklu uzyskało certyfikat złotej płyty DVD.

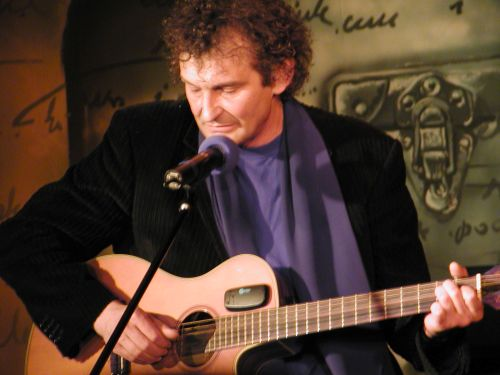
Poniedzielski w „Przechowalni”

4 lipca 2002 roku w ramach Olsztyńskich Spotkań Zamkowych „Śpiewajmy Poezję” wydał album pt. 13 łatwych utworów tanecznych, za który otrzymał nominację do Fryderyków w kategorii „piosenka poetycka”.
Od 2001 roku pisze felietony dla łódzkiego miesięcznika kulturalnego „Kalejdoskop”. Od kwietnia 2003 do 2009 roku pisał „Felietony z wierszem” dla miesięcznika „Zwierciadło”. Razem z Arturem Andrusem pisał dialogi i występował w drugoplanowej roli portiera w odc. 1–11 serialu Sprawa na dziś (2003). W filmie Zamknięci w celuloidzie (2007) w reżyserii Władysława Sikory grał samego siebie.
Jest współautorem wielu spektakli estradowych (scenariusz, reżyseria, prowadzenie), m.in. Wielkiej Gali 80-lecia Polskiego Radia, koncertu „Inny świat, Monsieur Chopin”, gali Złotego Berła Fundacji Kultury Polskiej dla Janusza Gajosa i Wojciecha Młynarskiego, koncertu jubileuszowego Seweryna Krajewskiego w Opolu.
W marcu 2007, przyjmując propozycję Gustawa Holoubka, objął kierownictwo literackie „Sceny na dole” w warszawskim Teatrze Ateneum.
19 listopada 2011 roku zorganizowano koncert „Wywar z przywar” w ramach Festiwalu Korowód przez Fundację „Piosenkarnia” Anny Treter. Tytuł pochodzi od piosenki śpiewanej przez organizatorkę tego wydarzenia, w którym śpiewali: Elżbieta Adamiak, Barbara Gąsienica-Giewont, Edyta Geppert, córka Katarzyna Poniedzielska, Anna Treter, Jakub Blokesz, Przemysław Branny, Grzegorz Turnau, jak i sam Andrzej Poniedzielski oraz Artur Andrus.
24 kwietnia 2012 roku wydał album koncertowy pt. Chyba już można... będący zapisem jego występu w Teatrze Małym w Łodzi. W 2013 wydał drugą płytę studyjną pt. SzlafRock & Roll, na którą nagrał piosenki pisane dla wielu wykonawców, m.in. Maryli Rodowicz, Edyty Geppert czy Anny Treter.
W 2014 roku miał premierę program jubileuszowy z okazji 60 urodzin pt. „Monday-Day, czyli Sing, Spring & Drink” w warszawskim Teatrze Ateneum, w którym Poniedzielski prezentował swoje najlepsze piosenki z całej swojej twórczości. Piosenki z tego programu ukazały się w 2015 roku na płycie Live? zarejestrowanej na koncercie w Teatrze Ateneum w grudniu 2014 roku. W październiku 2016 roku nakładem wydawnictwa Prószyński i S-ka ukazało się najpełniejsze wydanie wierszy i piosenek Andrzeja Poniedzielskiego pod tytułem Dla duszy – gram. W 2017 wydał album Melo Nie Dramat, który nagrał z Sylwią Różycką.
Od lipca 2020 do lutego 2025 na antenie internetowego Radia Nowy Świat prowadził w niedzielne wieczory muzyczną audycję pt. Piosennik.

## Życie prywatne
Od 1980 roku jego żoną jest Elżbieta Adamiak. Mają córkę Katarzynę i syna Michała (bliźnięta urodzone 10 lipca 1981 roku).

## Dyskografia
| Rok  | Tytuł                                                                           | Wydawca                                                            |
| ---- | ------------------------------------------------------------------------------- | ------------------------------------------------------------------ |
| 1987 | Elżbieta Adamiak & Andrzej Poniedzielski – Live (reedycja na płytach CD – 2007) | Pronit (reedycja CD w 2007 roku jako Punkt widzenia Live'87 – MTJ) |
| 2002 | 13 łatwych utworów tanecznych                                                   | Dalmafon                                                           |
| 2005 | Przechowalnia 1&2 – Kabaretowa scena Trójki                                     | Dalmafon                                                           |
| 2007 | Przechowalnia 3                                                                 | Dalmafon                                                           |
| 2010 | Przechowalnia 4                                                                 | Dalmafon                                                           |
| 2012 | Chyba już można...                                                              | MTJ, Fundacja Słowem                                               |
| 2013 | SzlafRock & Roll                                                                | MTJ                                                                |
| 2015 | Live?                                                                           | MTJ                                                                |
| 2017 | Melo Nie Dramat                                                                 | Wydawnictwo Jednocześnie                                           |
| 2021 | Ba                                                                              | Wydawnictwo Jednocześnie                                           |

## Filmografia
| Rok  | Tytuł                      |
| ---- | -------------------------- |
| 2003 | Sprawa na dziś (odc. 1–11) |
| 2007 | Zamknięci w celuloidzie    |

## Piosenki innych wykonawców z tekstami Poniedzielskiego
- 1999: Grzegorz Turnau: Ultima – tekst utworu Wiem
- 2002: Stanisław Sojka: Soykanova – tekst utworu Wywar z przywar
- 2006: Edyta Geppert: Moje królestwo – tekst utworu Kamień i mgła
- 2006: Edyta Geppert: Śpiewam życie – tekst utworu Śpiewam życie
- 2008: Edyta Geppert: Nic nie muszę – tekst utworu Sentymentu mgła

## Nagrody i wyróżnienia
W 1977 roku otrzymał wyróżnienie na Spotkaniach Zamkowych „Śpiewajmy Poezję” w Olsztynie i nagrodę Naczelnej Redakcji Muzyki Estradowej PRiTV na Studenckim Festiwalu Piosenki w Krakowie. Na tym samym festiwalu w maju 1978 roku otrzymał drugą nagrodę, a w listopadzie odebrał pierwszą nagrodę na I Warszawskim Przeglądzie Piosenki Autorskiej (późniejsza OPPA) oraz dostał zaproszenie na koncert debiutów Opole 78, gdzie Kardiogram przeszedł w eliminacjach, ale nie dostał jednak nagrody.
W 2007 roku, podczas XXVIII Przeglądu Piosenki Aktorskiej we Wrocławiu otrzymał Dyplom Mistrzowski Kapituły im. Aleksandra Bardiniego, w tym samym roku został nominowany do nagrody imienia Mateusza Święcickiego za całokształt twórczości. W 2008 roku został laureatem Nagrody Polskiej Estrady „Prometeusz” przyznawanej za wybitne osiągnięcia artystyczne oraz „Małego Berła” – nagrody przyznanej mu przez laureata Złotego Berła 2008 Wojciecha Młynarskiego, który docenił Andrzeja Poniedzielskiego jako kontynuatora jego dzieła. 20 maja 2009 z rąk ministra kultury i dziedzictwa narodowego Bogdana Zdrojewskiego odebrał Srebrny Medal „Zasłużony Kulturze Gloria Artis”. W 2011 roku otrzymał tytuł Mistrza Mowy Polskiej, a w 2015 tytuł Ambasadora Polszczyzny w Mowie.